# گومارینگن
گومارینگن (به آلمانی: Gomaringen) یک شهر در آلمان است که در توبینگن واقع شده‌است. گومارینگن ۸٬۵۳۵ نفر جمعیت دارد.

## خواهرخوانده
شهر Arcis-sur-Aube خواهرخواندهٔ گومارینگن هست.